# Jeanine Cummins

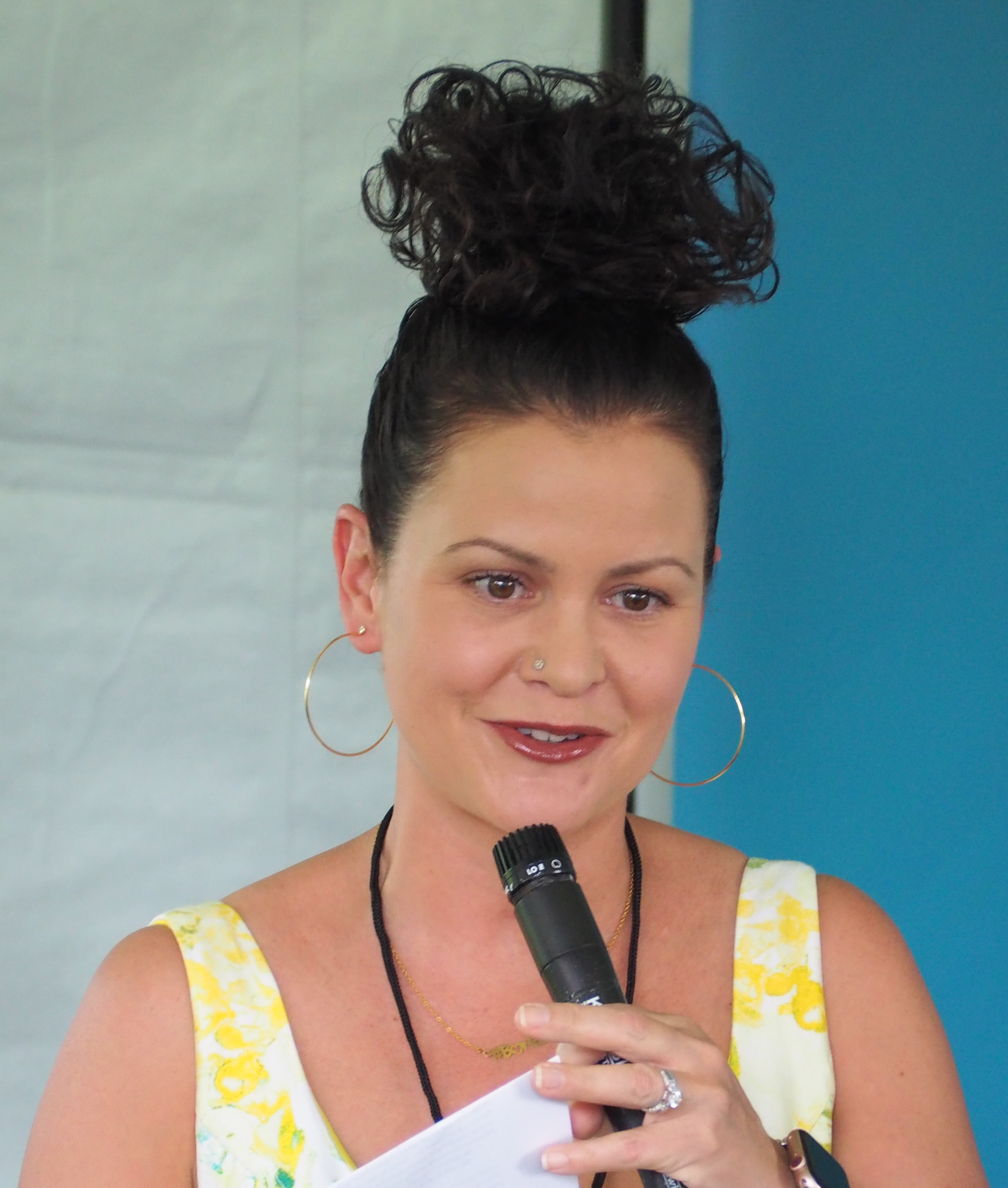
Jeanine Cummins

Jeanine Cummins (* zweite Hälfte des 20. Jahrhunderts in Rota, Spanien) ist eine amerikanische Schriftstellerin.

## Leben
Cummins wurde im spanischen Rota geboren, wo ihr Vater als Mitglied der US Navy stationiert war. Ihre Großmutter stammte aus Puerto Rico. Cummins verbrachte ihre Kindheit in Gaithersburg und studierte an der Towson University Englisch und Kommunikation. Nach dem Studienabschluss arbeitete sie zwei Jahre als Barkeeperin in Belfast. Im Jahr 1997 kehrte sie in die Vereinigten Staaten zurück und arbeitete für den Verlag Penguin Books in New York City. Nach zehn Jahren im Verlagswesen kündigte sie und begann, als freie Autorin zu arbeiten.
Im Jahr 2004 erschien ihr erstes Buch A Rip in Heaven, das den Mord an ihrem Bruder und zwei ihrer Cousinen auf der Chain of Rocks Bridge in St. Louis beschreibt. Angebote für eine Literaturverfilmung lehnte sie später ab. Die beiden nächsten Romane greifen irische Themen auf. The Outside Boy (2010) erzählt von den Pavees, einer als fahrend beschriebenen soziokulturellen Gruppe. The Crooked Branch (2013) beschäftigt sich mit der großen Hungersnot in Irland zwischen 1845 und 1849.
Cummins’ im Januar 2020 erschienener Roman American Dirt erzählt die Geschichte einer Mutter und Buchhändlerin aus dem mexikanischen Acapulco, die versucht, mit ihrem Sohn in die USA zu fliehen, nachdem ihre Familie von einem Drogenkartell ermordet wurde. Das Buch wurde von wichtigen Feuilletons besprochen, darunter auch von der New York Times. Am Tag der Veröffentlichung gab Oprah Winfrey bekannt, dass American Dirt für Oprah’s Book Club ausgewählt wurde. Im Anschluss entbrannte eine Debatte, in der Cummins kulturelle Aneignung vorgeworfen wurde. Nach heftiger Kritik sagte der Verlag eine geplante Lesetour ab. Winfrey revidierte auf Instagram ihre anfängliche Begeisterung für den Roman.
Jeanine Cummins lebt mit ihrer Familie in New York. Ihr Mann stammt aus Irland.

## Werke
- A Rip in Heaven: A Memoir of Murder and Its Aftermath. Berkley, 2004, ISBN 978-0451210531
- The Outside Boy. Berkley, 2010, ISBN 978-0451229489
- The Crooked Branch. Berkley, 2013, ISBN 978-0451239242
- American Dirt. Flatiron, 2020, ISBN 978-1250209764
  - deutsche Ausgabe: American Dirt. übersetzt von Katharina Naumann, rororo, Hamburg 2020, ISBN 978-3-499-27682-8.